# Przydennik pręgowany
Przydennik pręgowany , przydennik paskowany (Characidium fasciatum) – gatunek słodkowodnej ryby kąsaczokształtnej z rodziny Crenuchidae, gatunek typowy rodzaju Characidium. Bywa hodowany w akwariach.

## Występowanie
Występuje w strumieniach i potokach Brazylii, Paragwaju i Argentyny, w dopływach rzek: São Francisco i Paraná.

## Charakterystyka
Ryba denna mająca predyspozycje do zmiany barwy ciała w zależności od otoczenia. Na ciemnym tle uwidaczniają się ciemniejsze barwy z ciemnymi, poprzecznymi pręgami, wśród roślin dominuje kolor zielonkawy. Osiąga 6–8 cm długości.

## Warunki w akwarium
| Zalecane warunki w akwarium | Zalecane warunki w akwarium |
| --------------------------- | --------------------------- |
| Zbiornik                    |                             |
| Temperatura wody            | 18–24°C                     |
| Twardość wody               | miękka do średnio twardej   |
| Skala pH                    | 5,5–7,5                     |
| Pokarm                      |                             |
| Uwagi                       |                             |

## Rozmnażanie
Trudne. Należy do gatunków ryb problemowych.